# Greatest Video Hits 2
A Greatest Video Hits 2 az angol Queen együttes DVD-je 2003-ból, amelyen az együttes 1982-től 1989-ig tartó időszakának videóklipjei szerepelnek. A DVD extráiban az együttes ma is élő tagjai kommentálják a filmeket.

## Tartalom
Első lemez
1. A Kind of Magic
2. I Want It All
3. Radio Ga Ga
4. I Want to Break Free
5. Breakthru
6. Under Pressure
7. Scandal
8. Who Wants to Live Forever
9. The Miracle
10. It's a Hard Life
11. The Invisible Man
12. Las Palabras de Amor
13. Friends Will Be Friends
14. Body Language
15. Hammer to Fall
16. Princes of the Universe
17. One Vision

Második lemez
1. Back Chat
2. Calling All Girls
3. Staying Power